# Вевюркі (Вармінсько-Мазурське воєводство)
Вевюркі (пол. Wiewiórki, нім. Eichhorn) — село в Польщі, у гміні Гурово-Ілавецьке Бартошицького повіту Вармінсько-Мазурського воєводства.
Населення — 146 осіб (2011).

## Демографія
Демографічна структура станом на 31 березня 2011 року:
|          | Загалом | Допрацездатний вік | Працездатний вік | Постпрацездатний вік |
| -------- | ------- | ------------------ | ---------------- | -------------------- |
| Чоловіки | 74      | 21                 | 46               | 7                    |
| Жінки    | 72      | 16                 | 41               | 15                   |
| Разом    | 146     | 37                 | 87               | 22                   |